# Jeton Kelmendi
Jeton Kelmendi (Pejë Kosovo, 27 novembre 1978) è uno scrittore albanese.

## Biografia
Nato nella città di Peja, in Kosovo (1978), Jeton Kelmendi ha completato la scuola elementare nel suo luogo di nascita. In seguito ha proseguito gli studi presso l'Università di Pristina e ha conseguito la laurea in Comunicazione di massa. Ha completato gli studi universitari presso la Libera Università di Bruxelles, in Belgio, specializzandosi in Studi internazionali e sulla sicurezza. Ha terminato il suo secondo master in diplomazia. Kelmendi ha conseguito un dottorato di ricerca in "Influenza dei media nelle questioni di sicurezza politica dell'UE". È professore presso l'AAB University College. È membro attivo dell'Accademia europea delle scienze e delle arti di Salisburgo, in Austria.  Da molti anni scrive poesie, prosa, saggi e racconti. Collabora regolarmente con molti giornali, in Albania e all'estero, trattando argomenti culturali e politici e di affari internazionali. Jeton Kelmendi  è diventato famoso in Kosovao dopo la pubblicazione del suo primo libro intitolato "Il secolo delle promesse" ("Shekulli i Premtimeve"), pubblicato nel 1999. Successivamente ha pubblicato numerosi altri libri. Le sue poesie sono tradotte in più di trentasette lingue e pubblicate in diverse antologie letterarie internazionali. È il poeta albanese più tradotto e conosciuto in Europa. Secondo una serie di critici letterari, Kelmendi è il vero rappresentante della moderna poesia albanese. Critici e poeti internazionali hanno scritto su lui molti articoli, considerandolo un grande poeta europeo. È membro di molte istituzioni culturali internazionali, club di poesia ed è collaboratore di numerose riviste letterarie e culturali in diverse lingue in tutto il mondo. La saggezza del suo lavoro nel campo della letteratura si basa sull'attenzione che presta all'espressione poetica, alla moderna esplorazione del testo e alla profondità del messaggio. Il suo genere si concentra maggiormente su testi d'amore e versi ellittici intrecciati con metafore e simbolismo artistico. Attualmente risiede e lavora a Bruxelles, in Belgio e a Pristina, in Kosovo.

## Opere pubblicate
- 1.	“Le promesse del Secolo” (“Shekulli i Premtimeve”), 1999 (poesia)[4]
- 2.	“Oltre il Silenzio” (“Përtej Heshtjes”), 2002 (poesia)
- 3.	“Se è pomeriggio” (“Në qoftë mesditë”), 2004 (poesia)
- 4.	“Perdonami Patria” (“Më fal pak Atdhe”), 2005, (poesia)
- 5.	“Dove vanno gli arrivi” (“Ku shkojnë ardhjet”), 2007 (poesia)
- 6.	“Sei arrivato per le tracce del vento” (“Erdhe për gjurmë të erës”), 2008 (poesia)
- 7.	“Tempo in cui ha tempo” (“Koha kurë të ketë kohë”), 2009 (poesia)[5]
- 8.	“Pensieri erranti” (“Rrugëtimi i mendimeve“) poesia 2010[6]
- 9.	“Il battesimo dello spirito” (Pagezimi I shpirtit) poesia 2012
- 10.	“Chiamo cose dimenticate” (Thërras gjërat e harruara) poesia 2013
- 11.	“Un altro arriva” (Një ardhje tjetër) 2020, poesia
- Ø “Signora Parola” (“Zonja Fjalë”), 2007 (Drammatico)[7]
- Ø “gioco e anti-gioco” (Lojë dhe kundër lojë) Drama 2011

## Scienza politiche
- I. Missione dell'UE in Kosovo dopo la sua indipendenza 2010 USA.
- II. Brutti tempi per la conoscenza 2011, Pristina Kosovo.
- III. Missioni NATO-UE, cooperative o competitive 2012, Tirana Albania.
- IV. Influenza dei media sulla politica di sicurezza nell'UE, 2016, Bruxelles, Belgio.

## Opere pubblicate in lingua straniera
- 1. “Ce mult s-au rãrit scrisorile” (“Sa fortë janë rralluar letrat”); pubblicato in lingua rumena.
- 2. "A Respiration" ("Frymëmarrje"); pubblicato in India
- 3. "Dame parol", dramma; pubblicato in francese
- 4. “COMME LE COMMENCEMENT EST SILENCIEUX” (“Quando inizia il silenzio”), poesia; Parigi, Francia[8] poetry; Paris, France[9][10]
- 5. “ΠΟΥ ΠΑΝΕ ΟΙ ΕΡΧΟΜΟΙ (“ <dove vanno gli arrivi ”), Poesia in Greco; Grecia
- 6. “Wie wollen (“Si me dashtë"), poesia; Germania
- 7. Frau Wort (Signorina Parola) dramma Germania[11]
- 8. A Palavra Evitou o Silêncio / (Le Parole attraversano il Silenzio) 2009, Brasile
- 9. Nasil sevmeli (Si me dashtë) poesia -Turchia
- 10. НА ВЕРХІВ’Ї ЧАСУ (All'inizio del tempo) poesia -Ucraina[12]
- 11. Come Raggiungerti Poesia - Stati Uniti
- 12. в зените времени истлевшего (In cima ai tempi andati) Poesia -Russia
- 13. 34 首 封面 (34 poemi) poesia- Cina[13]
- 14. "فواصل للحذف" (Puntini ellittici) Poesia - Egitto[14][15]
- 15. Pensamientos del Alma (Pensieri dello Spirito), poesia -Spagna 2014[16]
- 16. Xewnên di dîwêr de (Come Amare) poesia Kurdistan-Turchia 2015
- 17. Cómo Llegar A Ti Mismo (Come Amare) poesia Argentina 2015
- 18.  Com Retrobar-Se (Come Amare) poesia- Catalogna 2015
- 19.  Prescurtarea departarilor (Distanze Abbrevieate), Poesia- Romania, 2016
- 20.  Rănile cuvântului (Plagët e fjalës) poesia - Moldavia 2018
- 21.  思想狩獵愛 (I Pensieri Vanno a Caccia degli Amori)  Poesia Taiwan 2018.[17]
- 22.  wybrane wiersze (Poesie Selezionate) Poesie in Polacco, Polonia 2018.
- 23.  Düsünceye götüren misralar (Come Sapere) in lingua turca- Turchia 2018.
- 24.  ДИВЉА ЋУТАЊА (Silenzio Selvaggio) Serbo, Serbia Belgrado 2018.
- 25.  Daba Ljubavi (Eatg of love) Montenegrian, Montenegro Podgorica 2018.
- 26.  Cудбински простор (Spazio del Destino) poesia, Macedonia 2018.
- 27. Tra realtà e sogno (Between Reality and Dream) Italia- 2019.[18]
- 28.  Čas ljubezni (Momenti d'Amore) Slovenia, 2019.
- 29.  Savaş zamaninda eşq (Amore in Tempo di Guerra) Azerbaijan 2019.
- 30.  Keserü kávé (Caffè  Amaro), Ungheria, Budapest, 2019.
- 31.  Pfungua dzinovhima vadiwa, (Pensieri alla Ricerca degli Amori), Shona, mangiage, Zimbabwe 2019.[19]
- 32.  Antidrom (Antisogno), Norvegia - Oslo 2019.
- 33.  L’Age mythique (L'età Mitica) Parigi -2020.

## Libri tradotti da Jeton Kelmendi
- 1. Plagët e bukurisë di Athanase Vantchev de Thracy (Francia), tradotti dal francese con Gjovalin Kola
- 2. Hijet e dritës di Skënder Sherifi (Belgio), tradotto dal francese
- 3. Gjuha e botës (Antologia Internazionale di Poesia) (10 poeti da 10 paesi) tradotta dal francese e dall'inglese
- 4. Sheshi i shikimeve (Antologia Internazionale di Poesia) (13 poeti da 13 paesi tradotta dall'inglese.[20]
- 5. E di kush je di Erling Kittelsen (Norvegia),  tradotto dall'inglese
- 6. Emrimi i gjërave di Zhang Zhi Diablo (Cina),  tradotto dall'inglese.
- 7. Vetmia e erës di Bill Wolak (USA), tradotto dall'inglese
- 8. Trokas në mendjen tënde di Alicja Kuberska, Polonia, tradotto dall'inglese.
- 9. Tingujt e Mendimeve di Lee Kuei-shien, Taiwan, tradotto dall'inglese.
- 10. Kam mësuar ca gjëra di Ataol Behramoglu, Istanbul, tradotto dall'inglese.
- 11. Pakti im – Testament di Ernesto Kahan, Tel Aviv, tradotto dall'inglese.
- 12. Rreth dy botëve di Maria Miraglia, Roma, tradotto dall'inglese.
- 13.  Destinacioni di Fernando Rendon (candidato al Nobel), tradotto dall'inglese.
- 14.  Amplituda e probabiliteteve di Laura Garavaglia, tradotto dall'inglese e dal francese.
- 16.  Regjister i shkruar nga domethënia di Tendai Rinos Mwanaka, tradotto dall'inglese.
- 17.  Pyllezimi- Dystopia di Saso Ognanovski, tradotto dall'inglese.

## Iscrizioni internazionali
- Ø Membro dell'Accademia delle scienze e delle arti d'Europa, Salisburgo, Austria.[21]
- Ø Membro della'Accademia Mondiale di Arte e Cultura, California, USA.[22]
- Ø Membro dell'Associazione dei giornalisti professionisti d'Europa, Bruxelles, Belgio.
- Ø Membro dell'Accademia delle scienze, delle arti e della letteratura europea, Parigi, Francia.
- Ø Membro dell'Accademia delle scienze e dell'istruzione superiore dell'Ucraina, Kiev, Ucraina.
- Ø Membro del club internazionale PEN francofono belga, Bruxelles Belgio.
- Ø Membro onorario dell'Accademia Internazionale "Mihai Eminescu", Romania.
- Ø Membro dell'Unione degli scrittori Euro-Azia, Turchia.

## Recensioni

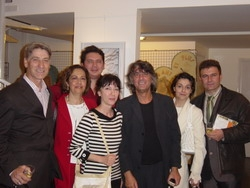
Scrittori a Parigi nel 2008
Vladimir Lesovoj, Russia; Clara Maria Gonzales de Urbina, Colombia; François Szabo, Francia; Ioana Trică, Romania; Yvan Tetelbom, Francia, Jeton Kelmendi Kosovo

## Premi internazionali

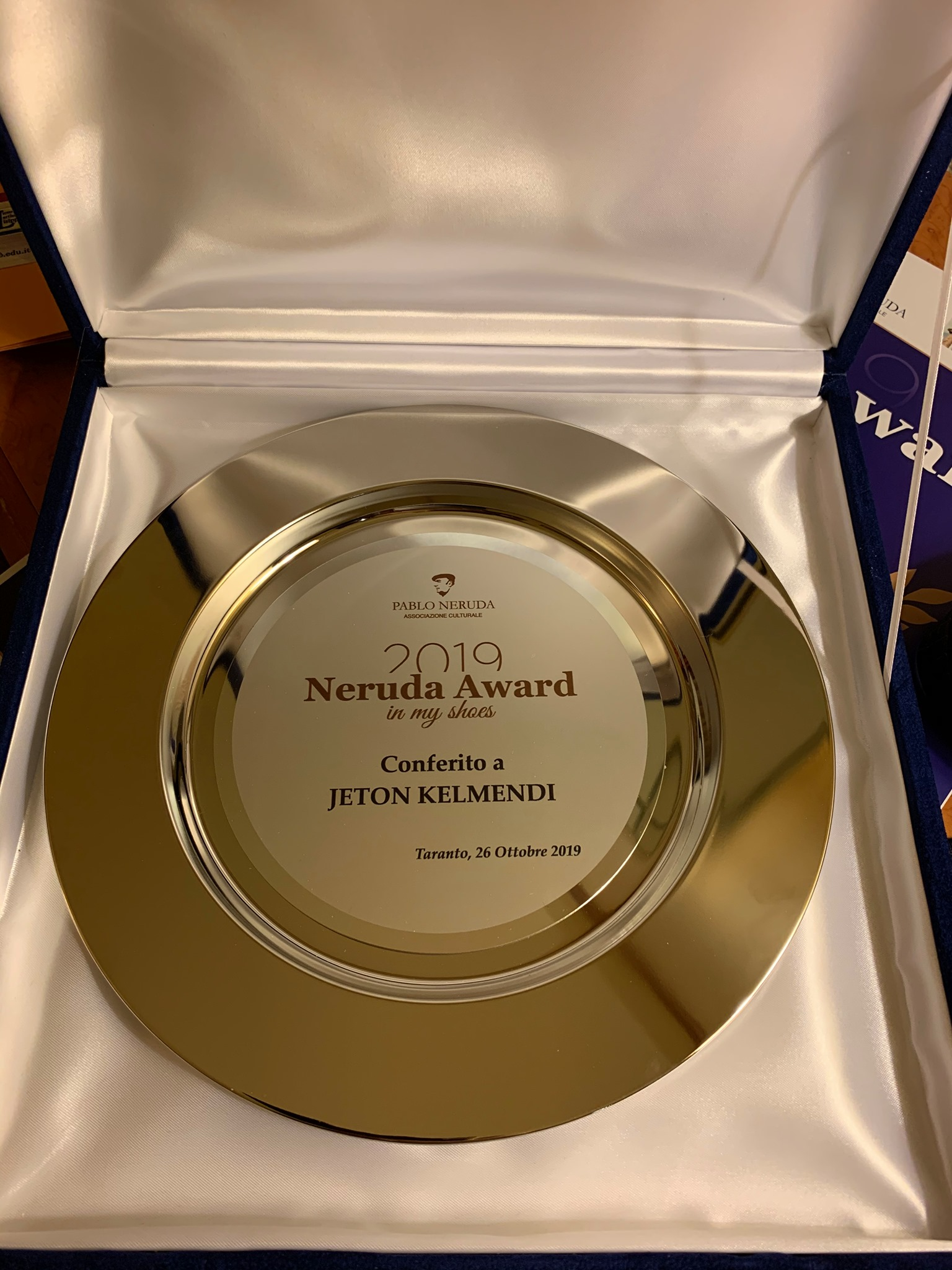
Neruda Awards

- 1.	Doctor Honoris Causa dell'Istituto di studi ucraini e caucasici presso l'Accademia Ucraina delle Scienze 2012.
- 2.	Doctor Honoris Causa della Universidad nacional Del Este, Paraguay 2017.
- 3.	Premio internazionale prestigioso SOLENZARA, Parigi, Francia 2010.[23]
- 4.	Premio Internazionale "Nikolaj Gogol" Ucraina 2013.
- 5.	Premio Internazionale “Alessandro Magno” Grecia 2013
- 6.	Premio del libro di poesia nazionale MITINGU, a Gjakova, Kosovo 2011.
- 7.	Terzo premio internazionale "World Poetry" a Sarajevo, Bosnia ed Erzegovina 2013.
- 8.	“Traduttore dell'anno 2013”, in Cina 2013.[24]
- 9.	Premio internazionale "Mather Teresa" per umanità nella poesia, Gjakova Kosovo. 2013
- 10.	Premio internazionale "Ludwig Nobel" di Udmurtian PEN Club, Udmurtu, Russia 2014[25]
- 11.	Premio internazionale “Mihai Eminescu” Romania, 2016
- 12.	Premio internazionale "Poeta dell'anno 2016", Fondazione letteraria Sofly International 2017.
- 13.	Premio internazionale “Icona mondiale per la pace”, dal World Institute for Peace, Nigeria, 2017.
- 14.	Premio internazionale “World Literature”, in Kazakistan, 2017.
- 15.	Ambasciatore della Pace presso il World Institute for Peace. 2017.
- 16.	Premio internazionale “Premio dell'Accademia”, Accademia europea delle arti, delle scienze e della letteratura, Parigi 2018.
- 17.	premio Internationale “Matthew Arnold ”, India 2018.
- 18.	Premio internazionale “Special Ganadores del concurso”, Bolivia 2019.
- 19.	Doctor Honoris Causa dell'Università Constandin Stere, Chisinau Moldavia 2019.
- 20.	Premio Internazionale Pablo Neruda, Taranto Italia 2019.[26]
- 21.	Grande nome mondiale in literatuere, Mongolia, 2020.
- 22.	Dottor Honoris Causa della missione Theoligical Institute the Last Trumpet, Brasile